# Бургейн, Жан
Жан Бургейн (Бурген, фр. Jean Bourgain; 28 февраля 1954 года, Остенде, Бельгия — 22 декабря 2018 года, Бонхейден, Бельгия) — бельгийский математик, лауреат Филдсовской премии (1994).
Докторскую степень получил в Брюссельском нидерландскоязычном университете в 1977 году, в 1981—1985 годы — профессор там же. Затем работал во Франции, с 1994 года — в Институте перспективных исследований в США.
Работы посвящены разным разделам математики, таким как геометрия банахова пространства, гармонический анализ, аналитическая теория чисел, комбинаторика, эргодическая теория, дифференциальные уравнения в частных производных, спектральная теория, в последнее время также теория групп.
В 2000 году начал заниматься проблемами множеств Какейи в арифметической комбинаторике.
Иностранный член Шведской королевской академии наук (2009), Национальной академии наук США (2011).

## Награды
В число наград входят:
- Премия Салема (1983)
- Премия Эли Картана (1990)
- Премия Островского за вклад в математический анализ (1991)[9]
- Филдсовская премия (1994), в номинации отмечены заслуги сразу в нескольких центральных направлениях анализа, таких как геометрия банаховых пространств, выпуклость в высших размерностях, гармонический анализ, эргодическая теория, теория нелинейных дифференциальных уравнений в частных производных
- Золотая медаль им. В. И. Вернадского НАН Украины (2009)
- Премия Шао в области математики (2010)[10]
- Премия Крафорда (2012) «за новаторские работы в теории чисел, комбинаторике, функциональном анализе и теоретической информатике» совместно с Теренсом Тао[11]
- Премия Фельтринелли (2016)
- Премия за прорыв в математике (2017)
- Премия Стила (2018)

В 2008 году сделал пленарный доклад на Европейском математическом конгрессе. В 2012 году получил именную профессуру (Чернский приглашенный профессор).